# Chloé Bulleux
Chloé Bulleux (n. 18 de noviembre de 1991, Annecy, Francia) es una jugadora de balonmano francesa que juega de extremo derecho en el Toulon Saint-Cyr Var Handball. También es miembro de la selección femenina de balonmano de Francia.

## Palmarés

### Nîmes
- Challenge Cup (1): 2009

### Metz
- Liga de Francia de balonmano femenino (1): 2014
- Copa de la Liga (1): 2014

### Bordeaux-Mios Biganos
- Challenge Cup (1): 2015

## Clubes
- Handball Cercle Nîmes (2008-2013)
- Metz Handball (2013-2014)
- Union Bègles Bordeaux-Mios Biganos (2014-2015)
- Handball Cercle Nîmes (2015-2016)
- Siófok KC (2016-2017)
- Paris 92 (2017-2019)
- Toulon Saint-Cyr Var Handball (2019- )